# Каппеллетти, Бенедетто
Бенедетто Каппеллетти (итал. Benedetto Cappelletti; 2 ноября 1764, Риети, Папская область — 15 мая 1834, там же) — итальянский куриальный кардинал. Апостольский делегат в Урбино и Пезаро с 1 марта 1823 по 1 февраля 1829. Губернатор Рима и вице-камерленго Святой Римской Церкви с 1 февраля 1829 по 2 июля 1832. Епископ Риети с 29 июля 1833. Кардинал in pectore с 30 сентября 1831 по 2 июля 1832. Кардинал-священник со 2 июля 1832, с титулом церкви Сан-Клементе с 17 декабря 1832 .